# Caixa (contenidor)

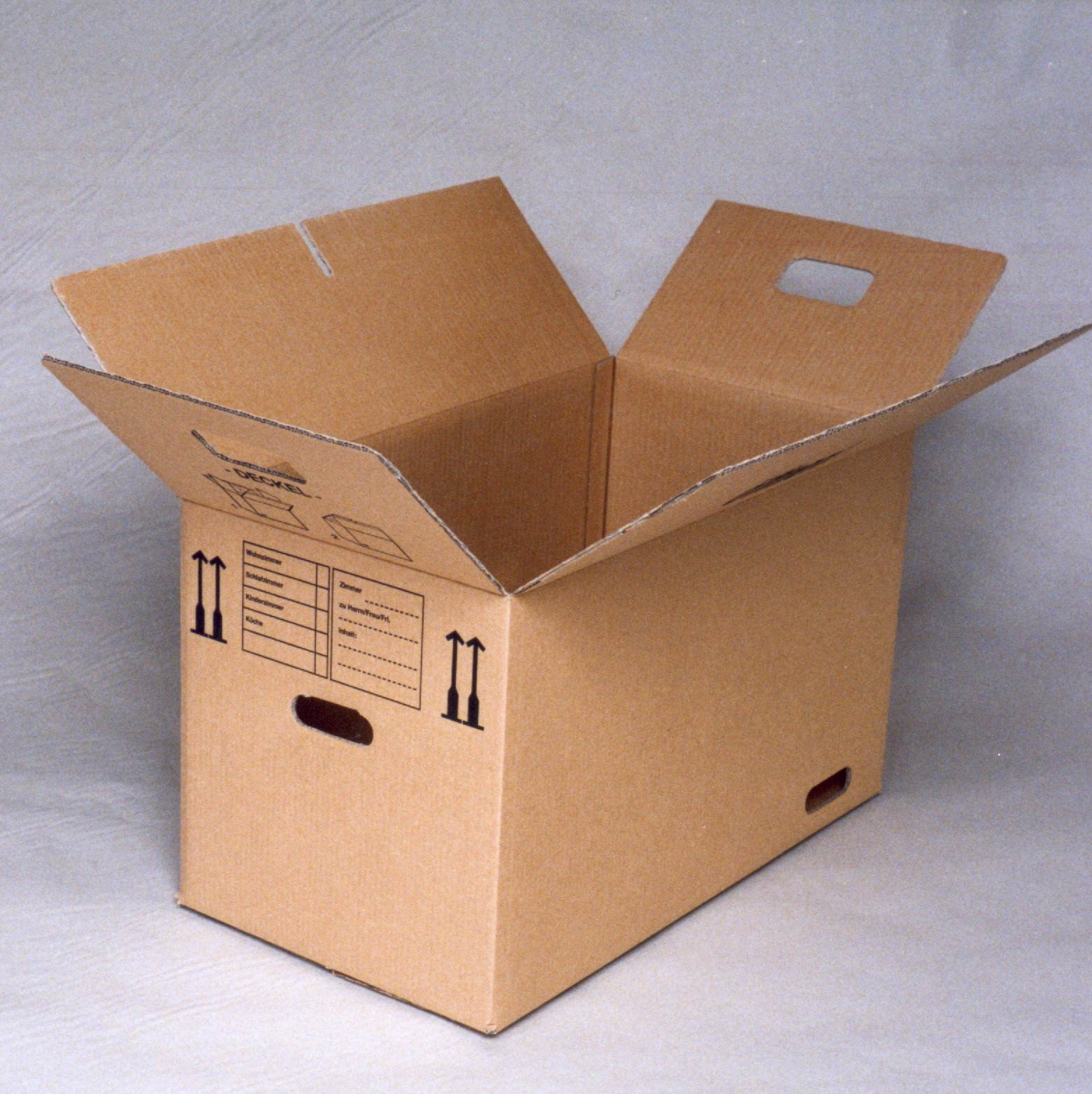
Caixa de cartó buida.

Una caixa (que correspon al francès boîte o caisse i a l'espanyol caja) és un contenidor de diversos materials (fusta, cartó, vidre, plàstic, ferro…) d'un format gran, destinat a guardar-hi objectes o embalar-los.
Se sol cobrir amb una tapa, que pot o no ser unida a la part principal, i normalment és de forma rectangular o quadrada.
Quan és una caixa petita (com la d'uns llumins o bé d'un regal) s'anomena capsa.